# Una ragazza nuda
Una ragazza nuda (Strip-tease) è un film del 1963 diretto da Jacques Poitrenaud.

## Trama
Ariane vive a Parigi ed è una giovane ragazza tedesca che lascia il suo corpo di ballo per fare la spogliarellista, cominciando a guadagnare soldi e notorietà. Jean-Loup è un ricco playboy che si innamora perdutamente di lei, ricoprendola di doni e gioielli. Jean-Loup la porta al castello di famiglia per presentarla ai suoi genitori, dichiarandogli di voler sposare Ariane. I genitori mostrano le foto compromettenti al figlio e così Ariane prende e scappa, ma una sera vede nel locale Jean-Loup e a quel punto Ariane si spoglia sul palco e gli lancia tutti i suoi gioielli.